# Gymnophryxe inconspicua
Gymnophryxe inconspicua là một loài ruồi trong họ Tachinidae.